# シティテレコムかながわ
株式会社シティテレコムかながわは、かつて神奈川県大和市に存在した、放送法に基づいて有線テレビジョン放送（ケーブルテレビ局）を運営し、放送（テレビ・ラジオ）、通信（インターネット、IP電話）を業務していた会社。
ジュピターテレコム（J:COM）の連結子会社であったが、2011年7月に株式会社ジェイコム関東（現在の株式会社ジェイコムイースト）に吸収合併されている。ブランド名は「J:COM かながわセントラル」。

## 沿革
- 1995年7月3日 - 会社設立。
- 1997年12月1日 - 第1期エリア開局。
- 1998年10月1日 - インターネットサービス開始。
- 2000年12月1日 - BSデジタル放送配信開始。
- 2002年10月31日 - 株式会社メディアッティ・コミュニケーションズの子会社となる。
- 2005年
  - 4月1日 - 地上デジタル放送配信開始。
  - 10月20日 - 株式会社メディアッティ・コミュニケーションズの完全子会社となる。
- 2006年9月1日 - ブランド名を、「メディアッティかながわ」に変更。コミュニティチャンネル名称を、「ctkチャンネル」から「チャンネルM」に変更。
- 2008年12月25日 - 株式会社ジュピターテレコムが、株式会社メディアッティ・コミュニケーションズを完全子会社化[脚注 1][脚注 2]したため、ジュピターテレコムの完全子会社（間接保有）となる。
- 2009年4月1日 - 株式会社ジュピターテレコムが、株式会社メディアッティ・コミュニケーションズを吸収合併[脚注 3]したことで、株式会社ジュピターテレコムの直接の連結子会社となる[脚注 3]。同時に、ブランド呼称を「J:COM かながわセントラル」に変更[脚注 4]。コミュニティチャンネル名称を、「チャンネルM」から「J:COMチャンネル」に変更。
- 2011年7月1日 - ジェイコム関東（現在の株式会社ジェイコムイースト）に吸収合併されて、法人消滅。

## 事業所
本社
- 神奈川県大和市大和東1丁目11番5号

## サービスエリア
- 神奈川県
  - 大和市、海老名市、座間市、綾瀬市
  - 横浜市
    - 瀬谷区

## 業務内容
詳細についてはジュピターテレコム#サービス概要を参照。
- J:COM TV

ケーブルテレビサービス。地上デジタル放送・BSデジタル放送も受信できる。
- J:COM NET

インターネット接続サービス。テクノロジーネットワークスが運営している。
- J:COM PHONE

固定電話サービス。NTTに代わるIPプライマリ(0AB~J)電話。
- J:COM 緊急地震速報

気象業務支援センターの情報を元に専用端末にて計算され発報されるサービス。

## 主な放送チャンネル
- 地上デジタルテレビ放送はパススルー方式の他、2015年3月末日までの予定で「デジアナ変換」による再送信を実施している。
- 地上波以外のチャンネルについては地域により異なる点があるものの、基本的に全国一律運用となっている。

### テレビ
| アナログ | デジタル       | デジタル   | 放送局          |
| アナログ | リモコンキーID | チャンネル | 放送局          |
| -------- | -------------- | ---------- | --------------- |
| 1        | TV011          | 27         | NHK総合         |
| 3        | TV021          | 26         | NHK教育         |
| 11       | TV031          | 18         | tvk             |
| 4        | TV041          | 25         | 日本テレビ      |
| 10       | TV051          | 24         | テレビ朝日      |
| 6        | TV061          | 22         | TBSテレビ       |
| 12       | TV071          | 23         | テレビ東京      |
| 8        | TV081          | 21         | フジテレビ      |
| 5        |                |            | TOKYO MX        |
| 9        | TV111          | 59         | J:COMチャンネル |

- ここに記載されていないチャンネルについてはジュピターテレコム#J:COM TV送信チャンネル（2010年11月現在）を参照。

### ラジオ
| MHz  | 放送局     |
| ---- | ---------- |
| 76.1 | InterFM    |
| 77.1 | 放送大学   |
| 77.7 | FMやまと   |
| 79.5 | NACK5      |
| 80.0 | TOKYO FM   |
| 82.5 | NHKFM      |
| 81.3 | J-WAVE     |
| 84.7 | FMヨコハマ |

## 自主制作番組
コミュニティチャンネルである「J:COMチャンネル」で放送する自主制作番組。
放送中
- メディアッティ散歩道
- つなぐ ひろがる メディアッティ
- こちらメディアッティ特捜部（平成19年2月～）
- デジタル伝道師ナビィ（平成19年2月～）

終了
- OL! 特捜部（終了）
- Mediattiクイズチャンピオン(終了)